# Glavni niz
Zvezde »GLAVNEGA NIZA« - pritlikavke- sevalni razred V:
Ko enkrat protozvezda začne zlivanje vodika v svoji sredici, hitro preide stopnjo zvezd T-Bika (v nekaj milijonih let) in postane zvezda »glavnega niza«, kjer njena celotna masa  določa vse lastnosti njene zgradbe. Razločujemo tri razdelke v notranjosti zvezde: sredica v kateri poteka jedrsko zlivanje, konvektivno območje in sevalno območje. Energija, v obliki žarkov gama, se ustvarja samo v sredici zvezde. Energija se prenaša proti zvezdini površini po navadi najprej s sevanjem ali pa s konvekcijo; lahko pa tudi z obojim, kar je bolj učinkovito pri višjih temperaturah, gostotah in prepustnosti zvezde. 
Obstajajo trije tipi notranjosti, ki so prikazani spodaj. Pripomniti je treba, da je zvezda O približno 15-krat večja kot zvezda spektralnega razreda G in da je zvezda spektralnega razreda M približno 1/10 velikosti zvezde G, ta razpon je prikazan spodaj pod sliko notranjosti zvezd. 
Pomemben je podatek, da področja, kjer poteka jedrsko zlivanje, prilagodijo večji odstotek zvezdine notranjosti, kot to počno zvezde z majhno maso. Zelo masivne zvezde imajo majhno sredico, ki jo obkroža veliko večja ovojnica. Energija, ki se pri tem sprošča iz zvezdine sredice, segreva zvezdino notranjost in ustvarja pritisk, ki uravnovesi zvezdino težnost; zaradi tega so zvezde na stopnji »glavnega niza« zelo stabilne. 
Če bi zvezde bile avtomobili, bi porabile vso zalogo vodika v svoji sredici, vse dokler se to ne bi ustavilo in bi zvezda začela bledeti in bi torej postajala vedno manj svetla. Vendar pa se pri zlivanju pretvarja vodik v helij. Zato sredica ne postane prazna, ampak se napolni s helijevim »prahom«. 
Ko se ustvarja helijev »prah«, se v sredici preneha ustvarjanje in sproščanje energije. Procesi zlivanja se prenesejo na ovojnico, ki obdaja helijevo sredico. Helij se torej lahko začne zlivati, vendar pa, ker je atom večji, potrebuje preko 100 milijonov ◦K temperature, da se premaga  elektrostatični naboj (helijeva jedra imajo dva protona, dvakrat več, kot jih ima sredica vodika). Za majhne zvezde velja, da njihova temperatura nikoli ne doseže te temperature in da torej sredica iz helija postane inertna, neaktivna. 
Zvezde začno svoje »življenje« s 74% vodika, 25% helija in 1% vseh drugih elementov periodičnega sistema vse do železa (kar je odvisno od njene mase). Zlivanje v sredici Sonca se odvija že več kot 5 milijard let in je zato sestavljena iz približno 29 % vodika, 70 % helija in 1 % vsega preostalega. Zlivanje torej spreminja kemično sestavo zvezdine notranjosti. 
Pripomniti je treba, da so sredice zvezd tako velike in masivne, da traja najmanj nekaj sto tisoč milijard let, da se porabi vsa zaloga vodika, ki jo ima zvezda kot gorivo. Povsem razvidno je, da zvezde, ki svetijo močneje, gorivo hitreje porabijo in imajo zaradi tega krajši življenjski razpon. 
Uporabimo lahko slavno Einsteinovo formulo E = mc2, da ugotovimo, kako dolgo traja, preden se zvezda razvije na stopnjo rdeče orjakinje (sevalni razred III). Celotna energija, ki se sprošča v sredici zvezde skozi njeno »življenje«, (E*) znaša:
E* = Lt
Pri tem je L izsev zvezde (energija, ki se sprosti v eni sekundi) in t življenjski čas zvezde. Celotna energija, ki jo zvezda ustvarja, nam torej pove, koliko zvezdine mase se pretvori v energijo. Če predpostavimo, da se približno 1/2 mase zvezde, ki gre med odvijanjem procesa jedrskega zlivanja v sredici zvezde, se pri tem pretvori 0,71 % mase 4 protonov v energijo. Če vstavimo E = mc2, dobimo:
Lt = (0.0071/4)(M/2)c2
Pri tem je M masa zvezde. Zato je življenjski čas zvezde, t, v sekundah
t = 8.9x10-4Mc2/L
Sedaj vemo tudi za zvezo masa-izsev za zvezde, ki je L α M3.5:
t α Mc2/M3.5
t α c2/M2.5
če rezultat pretvorimo v sončeve enote, dobimo:
t/to = 1/(M/Mo)2.5
Pri tem je M☼ masa Sonca in je to življenjski čas Sonca, ki znaša 10 milijard let (1010). Tako lahko pridemo do spoznanja, da masivne in vroče zvezde porabijo zalogo vodika hitro (krajši življenjski čas) in da manj masivne in hladnejše zvezde to zalogo vodika porabijo počasi; vendar pa vso, ker se njihova snov enakomerno premeša s konvekcijo. 
________________________________________
Cikel CNO: 
Proton-proton veriga reakcij je glavni, prevladujoči vir energije za zvezde »glavne NIZA«. Zvezda, ki je bolj masivna od našega Sonca, pa lahko ustvarja energijo na drugi način, kjer se vodik zliva v ogljikovem ciklu, ki je znan kot cikel CNO. Ta cikel uporablja ogljik (C), dušik (N) in kisik (O) kot katalizatorje (»pospeševalce reakcij«) za ustvarjanje helija (He). Atomi CNO so veliko večji kot atomi vodika (H) ali helija (He) in lahko privzamejo obliko raznolikih izotopov. Izotop je jedro, ki je bogato ali pa skoraj nima nevtronov. Število protonov določa elementu ime, ogljik ima 6 protonov, dušik 7, kisik 8. Običajni ogljik ima enako število nevtronov in protonov (6) in ga torej znanstveno zapišemo kot ogljik-12. 
Dodaten nevtron, ki ustvari izotop ogljik-13, poveča maso atoma na 13,0, vendar je element še vedno ogljik (in torej ima 6 protonov). Cikel CNO je v osnovi zlivanje protonov in sredic ogljika-12, vse dokler (po periodičnem sistemu) ne pridemo do dušika, ki ima maso 15,0 in se torej ustvarja iz helijevih sredic in ogljika-12 (vrni se na začetek). 
Pripomniti je treba, da te reakcije ustvarjajo tudi številne pozitrone, nevtrine in žarke gama, ko razpadajo jedra nestabilnih izotopov. Ti so dodatni izvor energije k verigi reakcij proton-proton in ustvarjajo žarke gama (cikel CNO postane prevladujoči vir energije pri bolj masivnih zvezdah).
6C12 + 1H1 	=	7N13 + γ
7N13 	=	6C13 + e+ + ν
6C13 + 1H1 	=	7N14 + γ
7N14 + 1H1 	=	8O15 + γ
8O15 	=	7N15 + e+ + ν
7N15 + 1H1 	=	6C12 + 2He4
Vsi ti izrazi enačb pomenijo, da je zgoraj celoten cikel CNO. Pomembno je, da se atomi CNO ne spremenijo med odvijanjem tega cikla, služijo samo kot katalizator za zlivanje 4 protonov v helijeva atomska jedra. 
________________________________________

## Sledi razvoja zvezd po stopnji »glavnega niza«:
Ko začne zaloga vodika v sredici pojemati, se delež jedrskih reakcij zmanjša in količina ustvarjene energije upade ali pa se celo zaustavi. Na podlagi toplotnega ravnovesja vemo, da začne temperatura padati in se zato tudi zmanjša sevalni pritisk (pritisk jedrskih reakcij) v sredici zvezde, kjer potekajo procesi zlivanja. 
Na podlagi hidrostatičnega ravnovesja vemo, da upad pritiska pomeni, da se začne sredica zvezde močno krčiti. To povzroči, da temperatura začne spet naraščati in da delež jedrskih reakcij za preostali vodik, če ga je sploh še kaj, naraste (celo takrat ko je vodik v sredici zvezde popolnoma izginil in je torej v »zadnjih vzdihljajih«). Oster vzpon temperature torej povzroči, da se začne vodik zlivati v ovojnici, ki je priležna sredici, in se torej začne zgorevanje vodika v ovojnici, na področju zvezde, ki je bilo prej prehladno (manj kot 15 milijonov °K), in se tam še naprej odvija. Na točki, ko postane zlivanje v ovojnici pomembno, je to edini vir energije umirajoče zvezde. 
Ko enkrat zlivanje vodika v ovojnici steče, naredi zvezda majhen preskok na »glavni veji« v HRD-ju. Postane malce svetlejša in malce hladnejša. Površinska temperatura pada, ker se ovojnica malce poveča, zaradi česar se poveča področje površine zvezde. Zaradi tega se efektivna temperatura površja zmanjša, hkrati pa se poveča zvezdni izsev. 
Ko se enkrat v sredici porabi celotna zaloga vodika, se zvezda »glavnega niza« postara, zlivanje v sredici se zaustavi in temperatura upade in se zatorej sredica sesede. Sesedajoča sredica pretvarja gravitacijsko energijo (potencialno energijo) v toplotno energijo (kinetično energijo). Ta energija se prenaša neposredno v ovojnico, kjer se zlivanje vodika nadaljuje, zaradi česar se poveča delež reakcij porabljanja goriva v zvezdini notranjosti. 
Ovojnica, kjer se odvija jedrsko zlivanje, ustvarja več energije, kolikor je ustvarja sredica zvezde (zaradi tega se prostornina zvezde poveča in se povprečna gostota zvezde zmanjša), in se izsev zvezde ostro poveča in se razširi; zvezda preide na stopnjo običajne rdeče orjakinje – sevalni razred III. Vendar pa to pomeni, da če je zvezda svetlejša, ustvarja tudi več energije, njen sevalni pritisk naraste in zato postane njena površina zelo velika, in zato površinska (efektivna) temperatura upade na področja temperatur spektralnih razredov K in M. 
Celoten proces traja nekaj milijonov let, vendar pa lahko na koncu zvezde postanejo celo rdeče nadorjakinje (sevalni razred I, I-a, I-b, I-ab pri zelo masivnih zvezdah) ali pa svetle rdeče orjakinje (sevalni razred II), kar je odvisno tako od njihovih začetnih mas kot tudi od mas, ki jih imajo ravno takrat, ko se to začne dogajati (njihova končna masa). Pomembno je, da hitrost razvoja zvezde »glavnega niza« določa masa. Vroče, masivne zvezde O se starajo hitro in postanejo rdeče nadorjakinje. Hladnejše, manj masivne zvezde G živijo 10 milijard let in se razvijejo na stopnjo rdeče orjakinje t. Pripomniti velja, da ne vidimo razvojnih sledi za zvezde, ki so manj masivne od 0,8 sončne mase. Da bi se ti razredi zvezd razvili na stopnjo rdeče orjakinje, bi trajalo celo več časa, kolikor je trenutno staro vesolje (približno 15 milijard let). Zato bi za to zvezdo, četudi bi se ustvarila na samem začetku vesolja, ne bilo dovolj časa, da bi manj masivna zvezda porabila vso zalogo vodika. Največjo starost vesolja vidimo, če pogledamo in ugotovimo maso rdečih orjakinj, saj so te med najstarejšimi zvezdami.